# Hampyeong
Hampyeong (coreeană: 함평군) este un oraș din Coreea de Sud.